# Калгари Хитмен
«Ка́лгари Хи́тмен» (англ. Calgary Hitmen) — юниорский хоккейный клуб, выступающий в Западной хоккейной лиге (WHL). Клуб расположен в городе Калгари, провинция Альберта, Канада.

## История
До основания «Хитмен» в Калгари было две команды WHL: в 1966—1977 гг. — «Калгари Сентэниэлс» (в настоящее время базируется в американском Кенневике под названием «Трай-Сити Американс»), в 1977—1987 гг. — «Калгари Рэнглерс» (ныне «Летбридж Харрикейнз», город Летбридж).
Основателем «Хитмен» считается Грэхем Джеймс. В 1994 г. он смог привлечь 18 инвесторов в проект нового клуба, в число которых вошли звёздные игроки НХЛ Джо Сакик и Теорен Флёри, а также знаменитый рестлер, уроженец Калгари Брет Харт. В честь последнего, чьё прозвище на ринге было наёмный убийца (англ. Hitman) команде было решено дать название и логотип.
«Калгари Хитмен» дважды выигрывал чемпионский титул WHL (1999, 2010). Мемориальный кубок завоевать пока не удалось ни разу. 

## Известные игроки
- Павел Брендл (1998—2001)
- Брэд Стюарт (1998—1999) — обладатель Кубка Стэнли.
- Растислав Станя (2000)
- Джонни Бойчак (2000—2003) — обладатель Кубка Стэнли.
- Райан Гецлаф (2001—2005) — обладатель Кубка Стэнли, олимпийский чемпион 2010 г.
- Джефф Шульц (2002—2006)
- Эндрю Лэдд (2003—2005) — двукратный обладатель Кубка Стэнли.